# Juillet 1788

## Événements

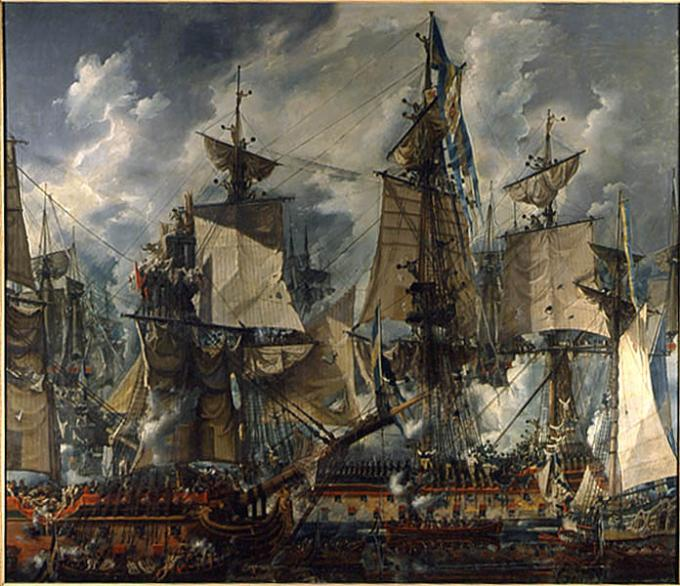
17 juillet : bataille de Hogland

- Juillet - août : Les Gurkhas du Népal envahissent le Tibet[1]. Pour des raisons économiques, les Gurkhas entrent en conflit avec les Tibétains. Gravement menacés, ces derniers ne doivent leur salut qu’à l’intervention des armées de l’empereur chinois Qianlong qui oblige, quatre ans plus tard, les Gurkhas à signer la paix. Les Chinois en profitent pour resserrer leur contrôle sur le gouvernement tibétain. Le clergé tibétain et le gouvernement impérial choisissent de fermer le pays aux étrangers au début du XIXe siècle.

- 1er juillet : Gustave III de Suède envoie un ultimatum à la Russie ; le 11 juillet, Catherine II déclare la guerre à la Suède[2]. Pour détourner l’opinion des affaires intérieures, Gustave III mène une guerre contre la Russie et le Danemark, au cours de laquelle la noblesse suédoise le trahit (1788-1790).

- 3 juillet : Acte de garantie mutuelle des sept Provinces-Unies confirmant le stathoudérat [3]

- 5 juillet - 8 août, France : décision de convoquer les États généraux prise par Loménie de Brienne[4].

- 11 juillet, Brésil : Furtado de Mendonça (pt) est nommé gouverneur du Minas Gerais[5] avec l’ordre de lancer la derrama (taxe exigée de la population qui représente la différence entre le quinto réel et les 100 arrobes d’or dues). La levée de cette taxe provoque la Conjuration Mineira en 1789[6].

- 13 juillet : un violent orage, pouvant être causé par un derecho, traverse la France, dévastant villes et villages, et détruisant les récoltes de blé et de lin. (À Paris, des grêlons de 600 grammes sont retrouvés.) La disette amène la misère et la faim. Il a ravagé le château de Rambouillet et causé des dommages évalués à 10 % du budget du Royaume, le plongeant dans une situation difficile, et qui contribuerait au déclenchement de la Révolution française de 1789[7].

- 17 juillet : bataille de Hogland (en). Le frère du roi de Suède, Charles, à la tête d’une puissante flotte, vainc les Russes dans le golfe de Finlande : la flotte suédoise tente de prendre Saint-Pétersbourg. Elle réussit à disperser la flotte russe mais ne peut investir la ville. En Finlande, l’armée suédoise piétine. Un complot d’officiers, encouragés par Catherine II de Russie, tente d’arracher la création d’une nation finlandaise séparée de la Suède[2].

- 21 juillet : Réunion des états généraux du Dauphiné à Vizille. Les Dauphinois, qui réclament le rétablissement de leurs États provinciaux, envoient leurs délégués au château de Vizille. L’assemblée se déclare représentative et réclame la convocation des États du Dauphiné avec doublement du tiers. Les nouveaux États se réunissent en septembre.

- 26 juillet, États-Unis : l'État de New York ratifie la Constitution par 30 voix contre 27 et devient le onzième État des États-Unis[8].

## Naissances
- 1er juillet : Jean-Victor Poncelet (mort en 1867), mathématicien, ingénieur et général français.
- 25 juillet : Jacques Marie Anatole Le Clerc de Juigné, militaire et parlementaire français († 1er avril 1845).
- 28 juillet : Giuseppe Canella, peintre italien († 11 septembre 1847).

## Décès
- 3 juillet : François Jacquier (né en 1711), mathématicien et physicien franciscain français.